# Parto

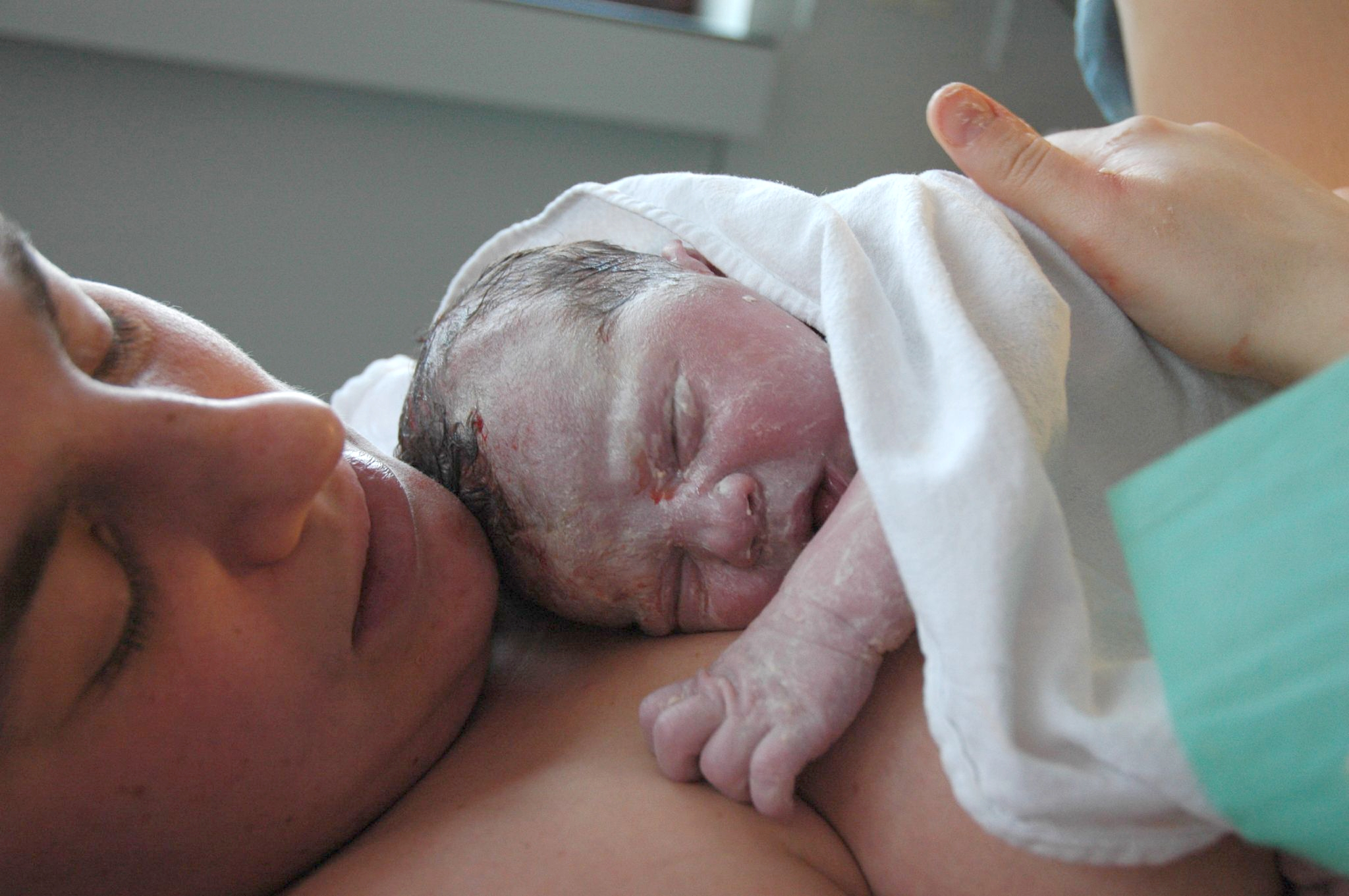
Madre y recién nacido posparto

El parto humano, también llamado nacimiento, es la culminación del embarazo humano hasta el período de la salida del feto del útero. La edad de un individuo se define por este suceso en muchas culturas. Se considera que una mujer inicia el parto con la aparición de contracciones uterinas regulares, que aumentan en intensidad y frecuencia, acompañadas de cambios fisiológicos en el cuello uterino.
El proceso del parto  natural se categoriza en cuatro fases: el borramiento y dilatación del cuello uterino, el descenso, nacimiento del bebé y el alumbramiento de la placenta. El parto puede verse asistido con medicamentos como  anestésicos o la oxitocina, utilizada ante complicaciones de retraso grave de alumbramiento. Junto con la episiotomía (incisión quirúrgica en la zona del perineo), todo esto no debe hacerse nunca de manera rutinaria, ya que el parto más seguro es el que evoluciona espontáneamente y en el que no se interviene innecesariamente. En algunos embarazos catalogados como de riesgo elevado para la madre o el feto, el nacimiento ocurre por cesárea: la extracción del feto a través de una incisión quirúrgica en el abdomen.
La tasa de mortalidad materna sin asistencia médica (que incluye la preñez, el parto y el puerperio, siendo el parto el momento de mayor riesgo) es de alrededor de 1 en 150. Por su parte, la tasa de mortalidad neonatal sin asistencia médica es mucho mayor y la tasa de morbilidad para ambos, es decir, enfermedad y secuelas, es evidentemente aún más elevada. Esto se constata observando las estadísticas históricas previas a la introducción de las técnicas de asepsia y antisepsia, así como el uso de líquidos intravenosos, transfusiones, antibióticos, oxitocina, antihipertensivos, cirugía y muchos otros procedimientos médicos.
Estas elevadísimas tasas de mortalidad persisten en los partos naturales sin ninguna asistencia médica que siguen sucediendo en numerosos países debido a la falta de acceso a los recursos sanitarios o por razones ideológicas.

## Tipos de parto

### Parto vaginal

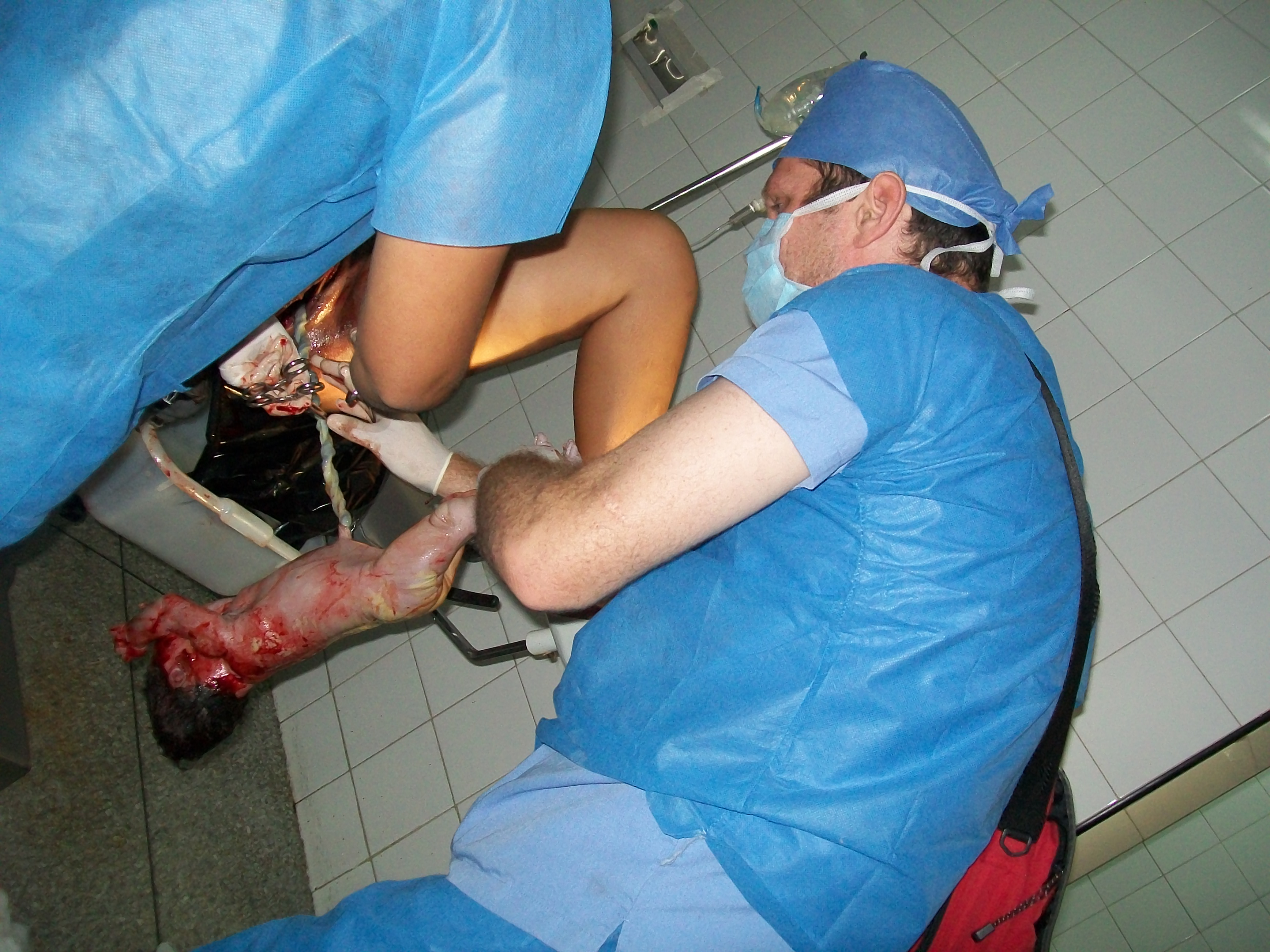
Recién nacido vivo femenino alumbrado a término, justo antes de cortar el cordón umbilical, durante un parto simple

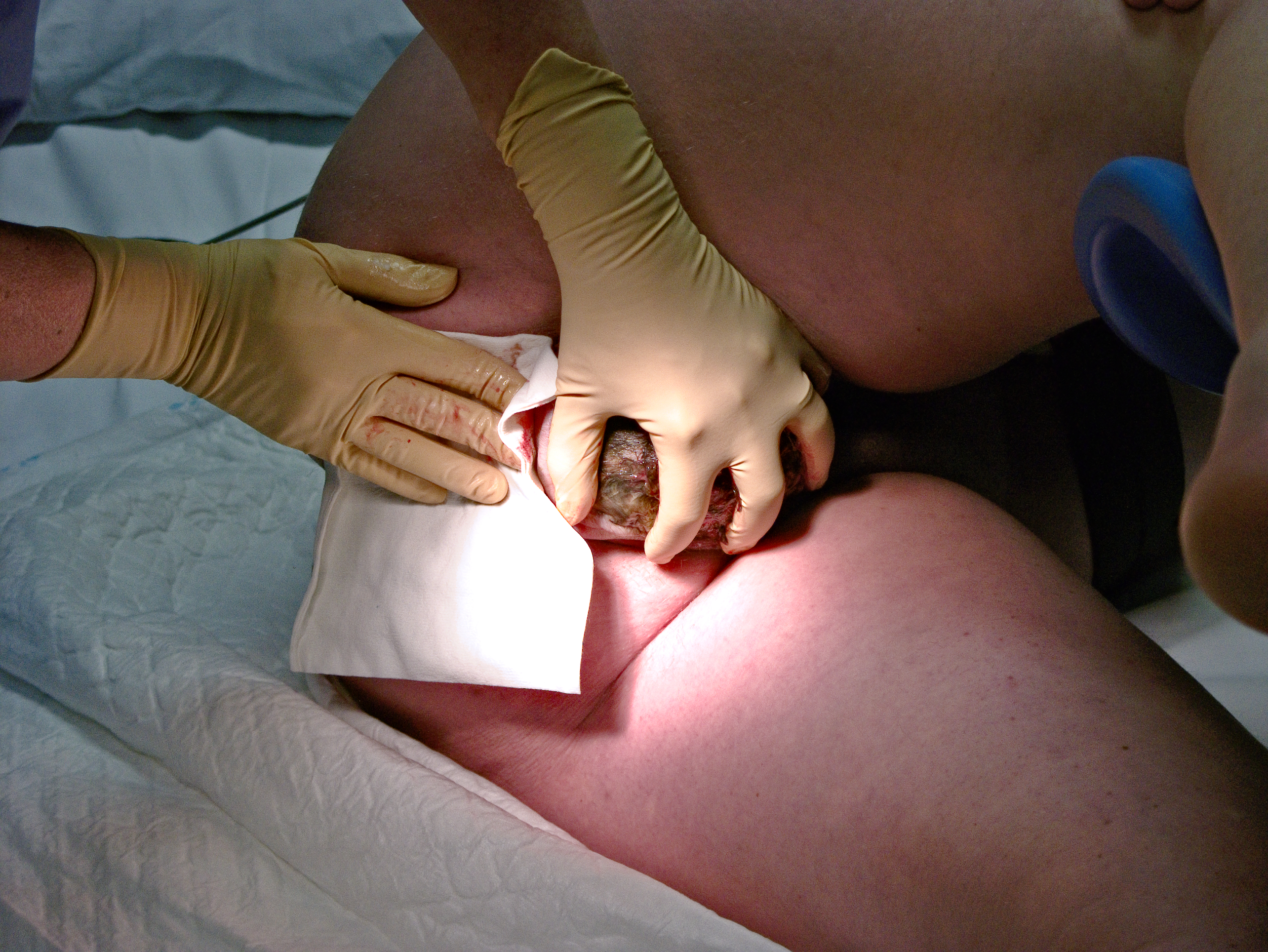
Parto natural de costado

En el parto vaginal, antes llamado natural, el bebé nace cruzando por la vagina de la madre, con la asistencia de poca o ninguna tecnología y sin la ayuda de fármacos. En la mayoría de los centros asistenciales el parto vaginal ocurre en una posición ginecológica, con la gestante en posición decúbito dorsal, es decir, acostada sobre su espalda y sus pies sostenidos a la altura de los glúteos con el objetivo de favorecer la comodidad del personal médico. Se conoce con el nombre de posición de litotomía, y ha sido usada durante años como rutina en el nacimiento. Sin embargo, es una posición controvertida, pues el parto puede ocurrir naturalmente en posición vertical —por ejemplo agachada— en el cual la gravedad ayuda a la salida natural del niño. En la litotomía existe más probabilidad de descensos lentos, expulsivos prolongados, sufrimiento fetal y desgarros perineales maternos. Idealmente, el entorno de la madre en el momento del parto debería ser de tranquilidad, sin prisas, intimidad y confianza: luz suave, pocas personas y pertenecientes a su entorno íntimo, una posición cómoda elegida por ella, tal vez música o flores o aromas si a ella le gustan. También existe el parto en agua caliente, en el propio hogar, en hospitales o en centros privados.

### Parto vaginal instrumental
Ocasionalmente el parto vaginal debe verse asistido con instrumentos especiales, como el vacuum o el fórceps , que sujetan la cabeza del bebé con la finalidad de asirlo y tirar de él fuera del canal de parto. Se indica con poca frecuencia en ciertos partos difíciles.

### Parto abdominal

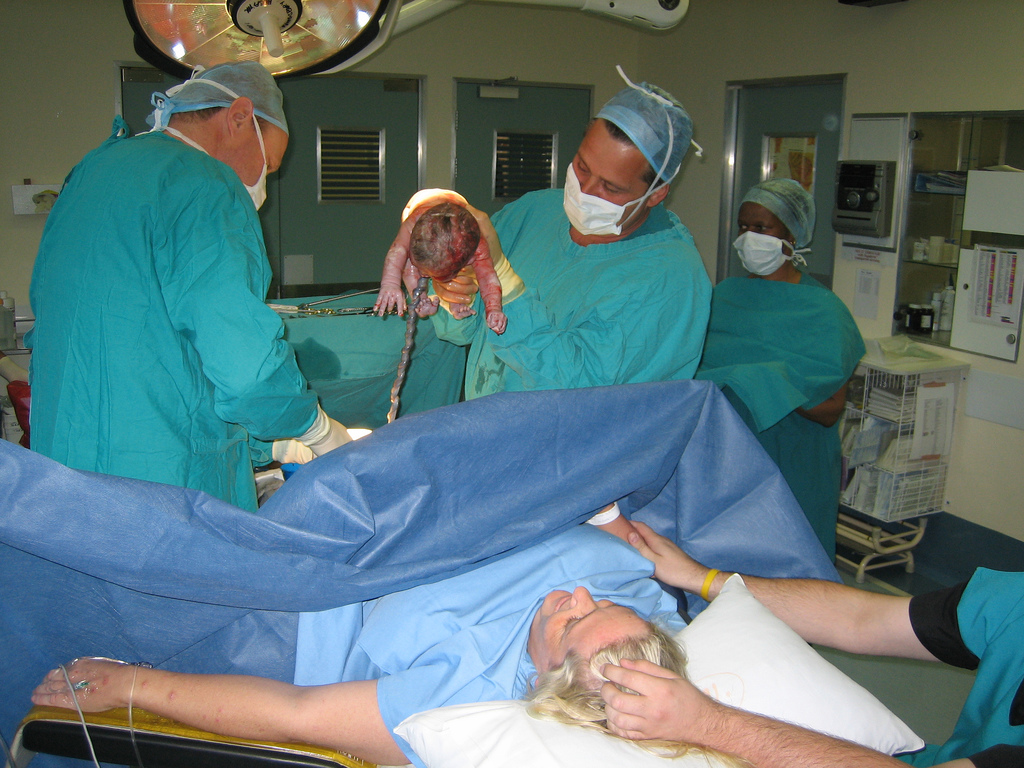
Recién nacido mostrado a su madre después de un parto por cesárea

Cerca del 20 % de los partos en países desarrollados como los Estados Unidos, se realizan quirúrgicamente mediante una operación abdominal llamada cesárea. No todas las cesáreas son por indicación médica en casos de partos de alto riesgo, un porcentaje de ellos son electivos, cuando la madre considera que su bebé no nazca por vía vaginal.

### Parto Respetado
El parto respetado abarca, como puntos más importantes, cuestiones como la elección del lugar donde se producirá el parto (hospitales, sanatorios o incluso la propia casa), la forma, la posición de parir y la elección del acompañante durante el proceso.

## Inicio del parto
Se espera que el parto de una mujer ocurra entre las semanas 37 y 42 completas desde la fecha de la última menstruación. El inicio del trabajo o labor de parto varía entre una fémina y otra, siendo los signos más frecuentes, la expulsión del tapón mucoso cervical, la aparición de leves espasmos uterinos a intervalos menores de uno cada diez minutos, aumento de la presión pélvica con frecuencia urinaria, la ruptura de las membranas que envuelven al líquido amniótico —con el consecuente derramamiento del voluminoso líquido— con indicios de secreciones con sangre.
Aunque no existen evidencias científicas que lo apoyen, es frecuente oír que las madres sienten una urgencia de «limpiar el nido», poco antes del franco trabajo de parto, o dar los últimos toques al cuarto del bebé, afirmando hasta levantarse de madrugada con tales faenas.

### Trabajo de parto falso
La aparición de contracciones uterinas breves e irregulares —tanto en intervalo como en duración— sin cambios cervicales se denomina trabajo de parto falso o falsa labor. A menudo resulta conflictivo, en especial durante los días finales del embarazo, decidir si se ha comenzado el trabajo de parto o la aparición de ciertos signos es una falsa alarma, en especial si se sienten contracciones que no aumenten en intensidad y frecuencia. Las contracciones leves previas a las verdaderas contracciones del trabajo de parto son normales y llevan el nombre de contracciones de Braxton Hicks. Además de ser contracciones leves, son esporádicas, no tienen un patrón definido y tienden a desaparecer con el descansar, cambiar de posición, baños tibios y la hidratación.
Es importante realizar un correcto diagnóstico del inicio de la fase activa del parto, ya que un error en el mismo puede conducir a una serie de intervenciones en el parto que no son necesarias.

## Etapas del parto

Etapas del parto

Se desconocen cuáles son las causas que precipitan el parto, pero se cree que determinadas sustancias producidas por la placenta, la madre o el feto, de factores mecánicos como el tamaño del bebé y su efecto sobre el músculo uterino contribuyen al parto. Por lo tanto los efectos coordinados de todos estos factores son probablemente la causa de la aparición del trabajo del parto.
Se habla de inicio del parto cuando se conjugan varias situaciones como son las contracciones uterinas, el borramiento (o acortamiento de la longitud del cérvix) y la dilatación del cuello uterino. La fase activa del parto suele iniciarse a partir de los 4 cm de dilatación del cuello uterino.

### Prodrómico o preparto
Es un período excluido del trabajo del parto el cual no tiene un inicio definido, comienza con la aparición progresiva de un conjunto de síntomas y signos (pródromos del parto) que le servirán a la madre para darse cuenta de que se aproxima el momento del parto, aunque no siempre en forma inmediata. Este período puede durar hasta dos semanas y finaliza con la dilatación del útero. No todas las embarazadas perciben que están pasando por la etapa del preparto, por tanto, comienzan directamente con las contracciones rítmicas características del trabajo de parto. Durante este período se produce un incremento progresivo de la frecuencia e intensidad de las contracciones, se expulsa a veces el tapón mucoso y se incrementan las molestias a nivel de la pelvis.

### Dilatación
El primer período de parto tiene como finalidad dilatar el cuello uterino. Se produce cuando las contracciones uterinas empiezan a aparecer con mayor frecuencia, aproximadamente cada 3-15 minutos, con una duración de 30 segundos o más cada una y de una intensidad creciente. Las contracciones son cada vez más frecuentes y más intensas, hasta una cada dos minutos y producen el borramiento o adelgazamiento y la dilatación del cuello del útero, lo que permite denominar a este período como período de dilatación. La duración de este período es variable según si la mujer ha tenido trabajos de parto anteriores (en el caso de las primerizas hasta 18 horas) y se divide en: fase latente, fase activa y fase de desaceleración. La etapa termina con la dilatación completa (10 centímetros) y borramiento del cuello uterino. Usualmente entre la dilatación completa y la fase de nacimiento se da un corto período de latencia en el que las contracciones desaparecen por completo.

### Nacimiento o expulsión
También llamado período expulsivo, termina con el nacimiento del bebé. Es el paso del recién nacido a través del canal del parto, desde el útero hasta el exterior, gracias a las contracciones involuntarias uterinas y a poderosas contracciones abdominales o pujos maternos.
En el período expulsivo o segundo período distinguimos dos fases: la fase temprana no expulsiva, en la que la dilatación es completa, y no existe deseo de pujar ya que la presentación fetal no ha descendido y la fase avanzada expulsiva, en la que al llegar la parte fetal al suelo de la pelvis, se produce deseo de pujo materno. Es deseable no forzar los pujos hasta que la madre sienta esta sensación, para no interferir con el normal desarrollo del parto.

### Alumbramiento

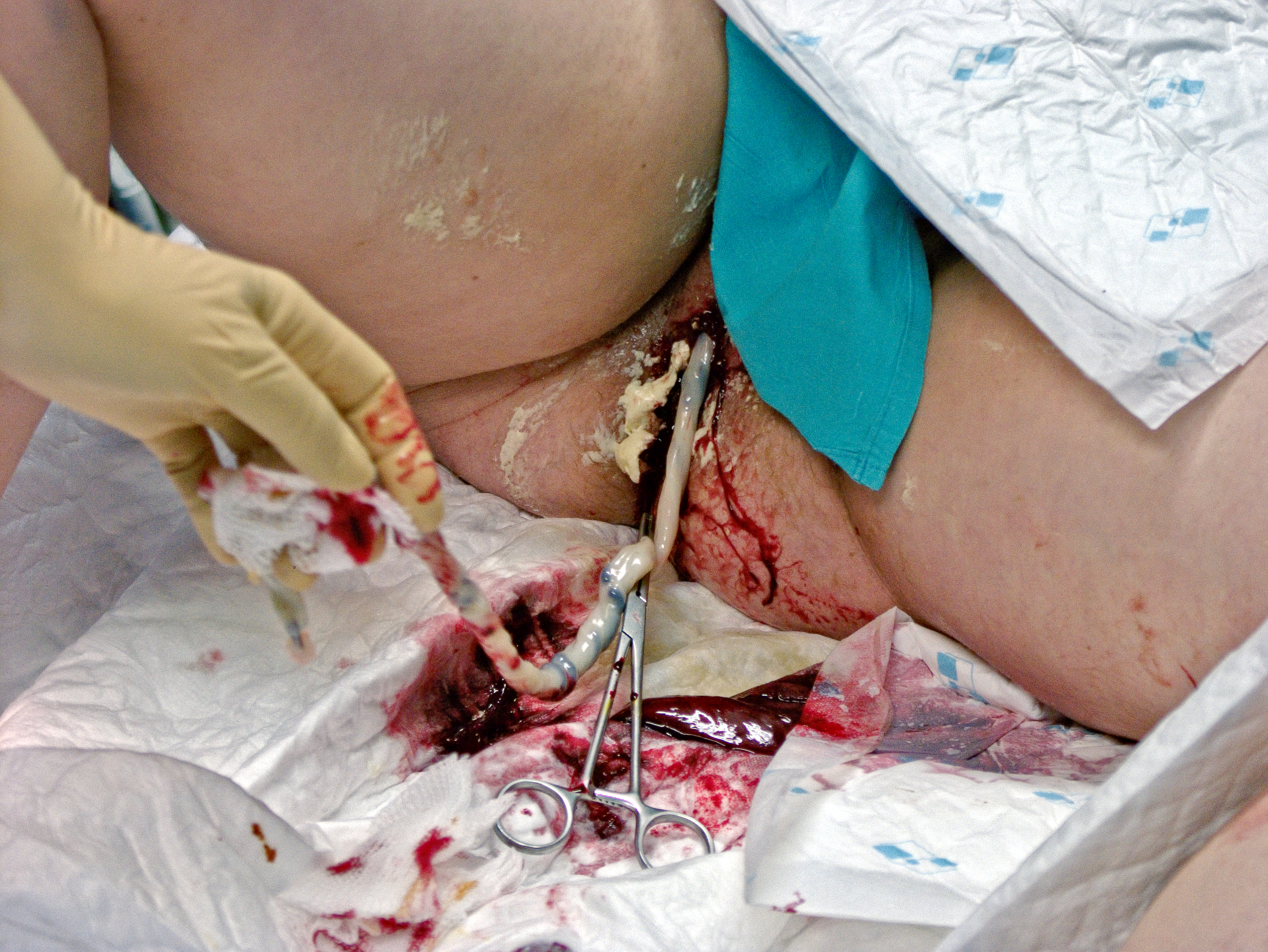
Corte del cordón umbilical antes de expulsar la placenta

Comienza en la expulsión de la placenta, el cordón umbilical y las membranas; esto lleva entre 5 a 30 minutos. El descenso del cordón umbilical por la vulva después del parto es una indicación del desprendimiento final de la placenta, cuanto más sale el cordón, más avanza la placenta hacia fuera de la cavidad uterina. Ese movimiento natural del cordón umbilical proporcional al descenso de la placenta se conoce con el nombre de signo de Ahlfeld.
El desprendimiento de la placenta ocurre en dos posibles mecanismos. El primer desprendimiento ocurre en el centro de la unión útero-placentaria, mecanismo conocido como mecanismo de Baudelocque-Schultze y por lo general se da cerca del 95 % de los casos. Menos frecuente es cuando la placenta se desgarra inicialmente de los lados de la unión útero-placentaria, conocido como el mecanismo de Baudelocque-Duncan. Las contracciones uterinas continúan durante el descenso de la placenta, las cuales ayudan a comprimir los vasos terminales del miometrio que pierden su utilidad después del parto, proceso que se conoce en obstetricia como las ligaduras vivas de Pinard.
Para muchos autores en el alumbramiento termina el período del parto, pero otros consideran un quinto período que sería el de recuperación inmediata y que finaliza dos horas después del alumbramiento. En este período denominado "puerperio inmediato", la madre y el niño deben estar juntos para favorecer el inicio de la lactancia, la seguridad del niño y su tranquilidad. En este sentido, se emplea el concepto "alojamiento conjunto" para designar la permanencia del bebé en el mismo cuarto que su progenitora, mientras se encuentran en el hospital o lugar del alumbramiento.
Para favorecer ese "alojamiento conjunto" e instaurar una lactancia exitosa es de vital importancia el descanso y la tranquilidad de la madre y el recién nacido, por lo que se deberían reducir en número y duración las visitas por parte del entorno durante los primeros días.

## Mecanismo del parto
Durante la mecánica del parto, los diámetros menores del feto pasan por los diámetros mayores de la pelvis materna. Con el fin de no quedar encajado en algún punto durante su trayectoria fuera del útero, el neonato pasa por una serie de movimientos naturales que constituyen el mecanismo del parto.
- Descenso: ocurre por acción de la gravedad una vez dilatado el cuello uterino, así como de las poderosas contracciones uterinas y de los músculos abdominales maternos. El descenso tiende a ser lentamente progresivo basado en la estructura pélvica materna.
- Flexión: la cabeza del feto se flexiona, de modo que el mentón fetal hace contacto con su pecho, al encontrarse el primer punto de resistencia del piso pélvico.
- Encajamiento: el diámetro de la cabeza del feto que va desde un hueso parietal al opuesto, llamado diámetro biparietal, alcanza el estrecho superior de la pelvis a nivel de las espinas isquiáticas. Por lo general ocurre en la fase tardía del embarazo, justo al iniciarse el trabajo de parto.
- Rotación interna: ocurre en el estrecho medio de la pelvis, cuando el feto, al continuar su descenso, hace una rotación de 90° en el sentido contrario a las agujas del reloj, de modo de adaptarse a la configuración romboidal de los músculos del piso pélvico, entre el músculo elevador del ano y los ileocoxígeos. Así, la cara del bebé está dirigida mirando hacia el recto materno.
- Extensión: la cabeza del feto atraviesa el canal del parto, se extiende de tal manera que la frente se desplaza primero por el orificio vulvar. La cabeza está por debajo de la sínfisis púbica y ha distendido al máximo el perineo.
- Rotación externa: una vez que ha salido la cabeza, se gira 45° para restaurar su posición original antes de la rotación interna y quedar en posición normal en relación con los hombros. Se denomina por ella la restitución, haciendo el paso de los hombros más factible.
- Expulsión: el hombro púbico tiende a salir primero, seguido por el hombro perineal. El resto del cuerpo sale por sí solo con una leve impulsión materna.

Estos movimientos son todos debido a la relación que existe entre la cabeza ósea y hombros del feto y el anillo óseo de la pelvis materna.
La relación de la fontanela posterior con la pelvis materna determina el diagnóstico de posición. Se distinguen ocho posiciones en la presentación de vértice:
I. Occípito ilíaca izquierda anterior (OIIA) en que la fontanela posterior se ubica hacia delante en relación con la pelvis materna y además a la izquierda de la madre. La sutura sagital está orientada oblicuamente.
II. Sucesivamente dependiendo de la ubicación de la fontanela posterior (porque la pelvis es siempre la misma) las posiciones serán:
- Occípito ilíaca derecha anterior OIDA
- Occípito ilíaca izquierda posterior OIIP
- Occípito ilíaca derecha posterior OIDP
- Occípito ilíaca derecha transversa OIDT
- Occípito ilíaca izquierda transversa OIIT
- Occípito púbica OP
- Occípito sacra OS[17]

|  |  |  |
|  |  |  |
|  |  |  |

## Fisiología del parto
El inicio de las contracciones uterinas puede que se deba a un aumento de la concentración de ciertas prostaglandinas y del aumento en el número de receptores para la oxitocina. Los amnios y el corion producen fosfolípidos que son metabolizados en ácido araquidónico, del cual se sintetizan los eicosanoides prostaglandina I (PGI) y F (PGF), los cuales aumentan durante el parto humano. En total, los cambios bioquímicos que anteceden al trabajo de parto tienen como finalidad liberar al miometrio de los elementos inhibitorios presentes durante el embarazo, como la progesterona, prostaciclinas, relaxina, lactógeno placentario humano y el óxido nítrico. A su vez, el útero es activado o estimulado por otras proteínas asociadas a la contracción muscular, como la oxitocina y otras prostaglandinas estimuladoras.

## Control del trabajo de parto
Los centros asistenciales equipados con salas de parto tienen diferentes procedimientos y protocolos en la atención del parto. Entre los más frecuentes usados para el monitoreo de la madre y su bebé, están:
- Auscultación: de la frecuencia cardíaca fetal (FCF) usando un estetoscopio o con ultrasonido. En algunos centros se acostumbra imprimir el control de los latidos del feto, y en otros son apuntados en un partograma por el personal de atención al parto. Se recomienda auscultar la FCF de forma intermitente, durante 60 segundos como mínimo, cada 15 minutos en el período de dilatación y cada 5 minutos en el período de expulsivo. La auscultación intermitente deberá interrumpirse y sustituirse por la monitorización continua cuando aparezcan alteraciones en la FCF o en la evolución del parto.
- Dinámica uterina: el control de las contracciones uterinas puede ser realizado de manera mecánica, usando un manómetro y ocasionalmente un catéter de presión intrauterino el cual brinda lecturas más precisas de las contracciones uterinas y de los latidos fetales.
- Control de signos vitales: tales como el pulso, la Presión arterial y la frecuencia respiratoria de la madre durante el trabajo de parto. Todos estos valores son registrados en un partograma que dura mientras dure el trabajo de parto.
- El tacto vaginal es el método más aceptado para valorar el progreso del parto. El número de tactos debe limitarse a los estrictamente necesarios. Estos suelen ser experimentados por las mujeres como una fuente de ansiedad, ya que invaden su privacidad e intimidad. Siempre que sea posible deben ser realizados por la misma matrona, ya que se trata de una medida con un componente de subjetividad. La OMS recomienda que se realicen un promedio de un tacto vaginal cada cuatro horas, limitándolos especialmente en situaciones de riesgo de infección (como en partos largos o en situaciones en las que se prolongue el parto con el saco amniótico roto.[19]

La vigilancia clínica de la evolución del trabajo de parto puede prevenir, detectar y manejar la aparición de complicaciones que pueden desencadenar daño, a veces irreversible o fatal para la madre y el recién nacido. El estudio de la frecuencia cardiaca fetal constituye el método más utilizado actualmente para conocer el estado de oxigenación del feto. El control de la frecuencia cardiaca fetal (FCF) durante el parto puede realizarse de manera intermitente mediante el estetoscopio de Pinard o utilizando ultrasonidos (Doppler) en las mujeres de riesgo bajo y con una evolución normal del parto.

## Lesiones del canal blando del parto
En el momento del parto es frecuente que la zona perineal sufra daños que pueden ser más o menos importantes. Existen una serie de factores que pueden influir en su aparición: el masaje perineal prenatal, la paridad, la posición en el expulsivo, el profesional que asiste el parto, la práctica o no de episiotomía, la macrosomía fetal, el tiempo de duración del expulsivo y la analgesia epidural. También son más frecuentes las lesiones si se trata de un parto instrumental, particularmente si se usan fórceps.
La posición en el expulsivo determina en gran medida el posible trauma perineal:
- En la posición lateral se consiguen más perinés intactos (66,6 %).
- Se practican más episiotomías en la posición semisentada o en decúbito supino que en cualquier otra posición, sobre todo en mujeres nulíparas.
- En las posiciones verticales (de pie y cuclillas) se producen menos episiotomías, aunque esto se encuentra contrarrestado, en parte, por un aumento de los desgarros perineales de segundo grado, así como de laceraciones y desgarros labiales. Asimismo, se producen escasos desgarros de tercer grado, y de los que aparecen, existe una incidencia siete veces mayor en posiciones verticales sin apoyo (cuclillas, rodillas o de pie) que en las verticales con apoyo (taburete o silla de partos).
- Una mayor cantidad de traumatismos perineales (>53 %) y la tasa más baja de perinés intactos (<42 %) se dan en la posición de cuclillas para las nulíparas. También en nulíparas se produce la tasa más alta de desgarros de tercer grado (3,2 comparado con el 0,9 % del total).

Por tanto, las posiciones menos lesivas para el periné en el expulsivo son la posición lateral o las posiciones verticales con apoyo. Sin embargo, puesto que en las revisiones efectuadas los resultados no son concluyentes, se debe dejar a la mujer elegir la postura en la que se encuentre más cómoda.

### Episiotomías
Según la OMS (1996), el uso indiscriminado de episiotomías tiene efectos perjudiciales y, por tanto, se aconseja su uso restringido en el parto normal. Un porcentaje del 10 % de episiotomías sin que se produzcan lesiones en la madre o el bebé sería un buen objetivo a alcanzar. Entre los beneficios de esta práctica se encuentra el hecho de que previene el traumatismo perineal de la zona anterior, y entre sus inconvenientes:
- Mayor lesión perineal y sus secuelas.
- No previene la debilidad de la musculatura del suelo pélvico y sus secuelas.[21]
- No protege al feto de la asfixia intraparto.
- Aumenta la pérdida sanguínea de la mujer.
- Incrementa la profundidad media de los desgarros perineales posteriores.
- Aumenta el riesgo de lesión al esfínter anal.[22]
- Incrementa los problemas de cicatrización y el dolor en los primeros días posparto.

En función de los datos anteriores, se recomienda el uso restrictivo de la episiotomía únicamente en las indicaciones maternas o fetales siguientes:
- Riesgo de pérdida del bienestar fetal.
- Parto vaginal complicado.
- Cicatrices de mutilación de los genitales femeninos o de desgarros de tercer o cuarto grado anteriores mal curados.

## Apoyo y alivio del dolor en el parto
Todas las mujeres deben contar con apoyo durante el trabajo de parto y el parto. El apoyo proporcionado por la pareja, u otra persona elegida por la mujer, complementa el que prestan los profesionales.
Todas las mujeres tendrían que poder elegir la persona que les proporcionará apoyo social durante el parto; ya sea la pareja, otro miembro de la familia o una amiga. Se debe respetar los deseos de las mujeres y proporcionarles apoyo físico y emocional.
El apoyo continuo de la mujer durante el parto ha demostrado tener beneficios, como son una menor utilización de analgesia farmacológica y del número de partos vaginales instrumentales y cesáreas; asimismo, las mujeres se sienten más satisfechas con su experiencia del parto.
En los programas de educación maternal se debe ofrecer a las gestantes instrumentos y estrategias para afrontar el dolor y el estrés en el trabajo de parto.
El alivio del dolor durante el parto contribuye a aumentar el bienestar físico y emocional de la gestante y debe de ocupar un lugar prioritario en los cuidados.
Debe proporcionarse información a las mujeres en la gestación y el parto sobre los métodos farmacológicos y no farmacológicos
disponibles.
Algunas de las técnicas complementarias no farmacológicas de alivio del dolor en el parto que se utilizan son:
- Deambulación y cambios de posición durante la dilatación y el expulsivo.

Poder moverse libremente durante el proceso de parto ayuda a la mujer a afrontar la sensación dolorosa.
La evidencia disponible sugiere que si la fémina está en posición vertical en la primera fase del parto tiene menos dolor, menos necesidad de analgesia epidural, menos alteraciones en el patrón de la FCF y se acorta el tiempo de la primera fase del parto.
Además, la verticalidad y el movimiento favorecen que el bebé tenga el máximo espacio posible en la pelvis.
- Apoyo continuo de la gestante.

Los efectos del apoyo continuo de la mujer durante el parto ha sido objeto de una revisión Cochrane, en la que se ha concluido que las mujeres que contaron con apoyo continuo durante sus partos tuvieron menor necesidad de analgésicos y estuvieron más satisfechas con la experiencia.
- Uso del agua como analgésico.

La utilización del agua caliente durante la dilatación induce a la fémina a la relajación, reduce la ansiedad estimulando la producción de endorfinas, mejora la perfusión uterina y acorta el período de dilatación, y aumenta la sensación de control del dolor y la satisfacción. Los resultados de la revisión Cochrane muestran que la utilización del agua caliente reduce de forma estadísticamente significativa el uso de analgesia epidural durante el período de dilatación sin efectos adversos en la duración del trabajo de parto, la tasa de partos quirúrgicos y el bienestar neonatal.
- Inyecciones de agua estéril.

Esta forma de analgesia consiste en la administración de agua estéril mediante inyección intracutánea (0,1-0,5 ml) se forman unas pápulas de agua que estimulan los receptores de presión. La transmisión de estos estímulos hacia el cerebro interrumpe la transmisión de los estímulos dolorosos a través de los nervios espinales. Las inyecciones deben ponerse a ambos lados de la base de la columna vertebral dentro del área comprendida por el rombo de Michaelis. Existen varios estudios con buena calidad metodológica en los que se demuestra su efectividad analgésica.
- TENS, acupuntura, técnicas de relajación y masajes.

Son otras técnicas no farmacológicas de alivio del dolor en el parto sobre las que no existe evidencia científica demostrada, aunque algunos ensayos clínicos recomiendan su utilización.

### Papel de la pareja en el parto
Cada vez es más evidente que la participación de la pareja de la mujer durante el nacimiento conduce a mejores partos y también afectan de manera positiva los resultados postparto. Las investigaciones también muestran que las mujeres que tuvieron apoyo continuo durante el parto, como un miembro de la familia de la paciente, tienen resultados significativos en términos de reducción en la tasa de cesárea, partos instrumentalizados (como el uso de fórceps), menos anestesia, episiotomía, uso de oxitocina y mayor tiempo de apego, así como una reducción de la duración del trabajo de parto y el bebé nace con una mayor puntuación Apgar (Dellman 2004, Vernon 2006). La pareja puede proporcionar apoyo físico y emocional: ayudando a la mujer a que comprenda cómo progresa el parto, apoyarla en las contracciones, las respiraciones adecuadas, etc.
Un estudio español demostró cierto alejamiento de los hombres con respecto al proceso de embarazo, parto y posparto y que la vivencia del padre en el proceso de nacimiento es corporalmente mediado, que los desplaza a un segundo plano e imposibilita participar en ciertas actividades y vivencias. Por lo general, el padre no muestra tanto una actitud proactiva, sino que más bien quedan a la espera, finalmente frustrada en muchos casos, de que los servicios sanitarios les asignen un espacio y un papel que desempeñar.

### Anestesia epidural
Consiste en la administración de diferentes fármacos analgésicos a través de un catéter colocado en el espacio epidural de la médula espinal. Con ello se consigue la anestesia de toda la parte inferior del cuerpo ( abdomen, pelvis y piernas).
Se puede aplicar tanto en parto natural como en parto instrumentado o en cesárea.

### Anestesia local
Se trata de un tipo de anestesia utilizado sobre todo en parto natural y, con menos frecuencia, en parto instrumentado. Consiste en la administración de un analgésico (comúnmente lidocaína) mediante una inyección intramuscular o subcutánea en la zona del periné.
Este tipo de anestesia resulta muy útil para aliviar el dolor durante el período expulsivo del parto y sobre todo para los casos en se que produce un desgarro o se realiza episiotomía y para su posterior sutura.

## Complicaciones del parto

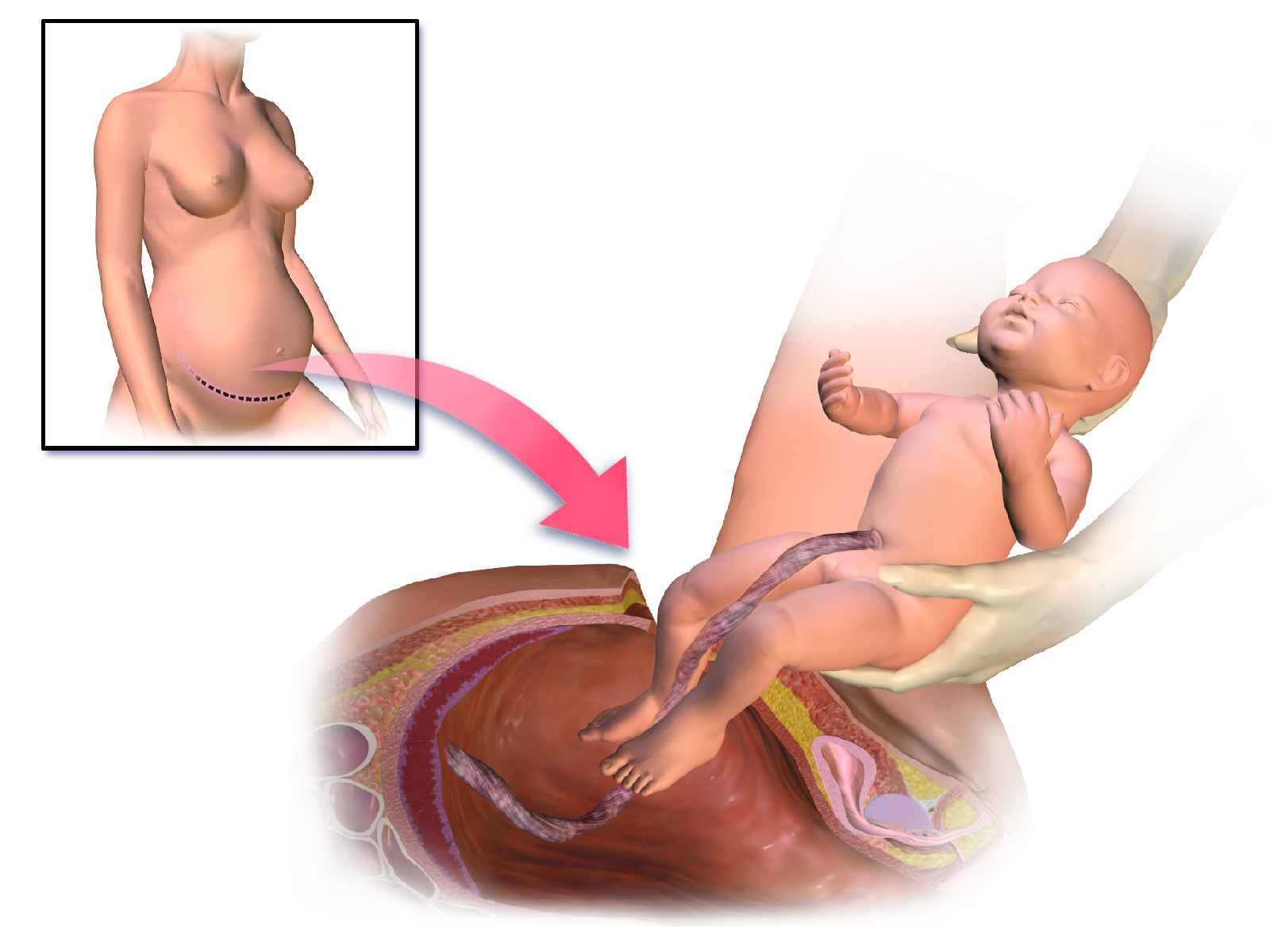
Parto por cesárea.
Autor: Bruce Blaus.

Las complicaciones del parto pueden ocurrir durante cualquiera de los periodos del parto y requieren de una intervención rápida y eficaz para evitar el daño en la madre y en su bebé.
La no progresión del parto puede deberse a contracciones uterinas muy débiles o irregulares que no producen la dilatación cervical y se trata generalmente con oxitocina sintética intravenosa o con prostaglandina en gel tópico cervical.
También puede deberse a una desproporción feto pélvica debido a macrosomía fetal o a estrechez del canal pélvico.
El sufrimiento fetal es la aparición de signos que indican el deterioro biofísico del feto. El término de sufrimiento fetal está últimamente cayendo en desuso en la bibliografía clínica, y se están usando los de «sospecha de pérdida de bienestar fetal» o «pérdida definitiva de bienestar fetal». Los signos a los que hacíamos antes referencia son básicamente la alteración del patrón normal del ritmo cardíaco fetal. Para ello se monitoriza a la madre con una tococardiografía fetal la cual establece cierta relación de dos variables que son, la frecuencia cardíaca fetal y la frecuencia e intensidad de las contracciones uterinas. A su vez otro signo que hace pensar en la pérdida de bienestar fetal, es la aparición de líquido amniótico de color verde o teñido de meconio (heces fetales), el cual es expulsado cuando el feto circunstancialmente o de forma crónica tiene un déficit en el aporte de oxígeno.
Tanto la no progresión del parto como el sufrimiento fetal se tratan acortando el período de dilatación, ya sea mediante fórceps, vacuum extractor o practicando una cesárea de emergencia.
La fiebre puerperal ha sido en el pasado una causa importante de muerte materna, debido a la deficiente asepsia durante el parto, así como a la mayor susceptibilidad a las infecciones por la madre si tiene anemia o desnutrición.
Para que el parto transcurra en la forma más fisiológica posible tanto la parturienta como su pareja deben estar suficientemente preparados para la "prueba" a la que se enfrentan.

## Aspectos sociales del parto
Actualmente, en la mayoría de los países, el parto tiene lugar en instalaciones médicas que facilitan la asistencia a la madre y al hijo si surgen complicaciones. El equipo consta de obstetra, matrona, y puede ser asistido si es necesario por pediatra, anestesista, etc. En la mayoría de las culturas del planeta, el nacimiento es considerado el comienzo de la vida de un individuo, y su edad definida a partir de la fecha del parto.

### Placenta

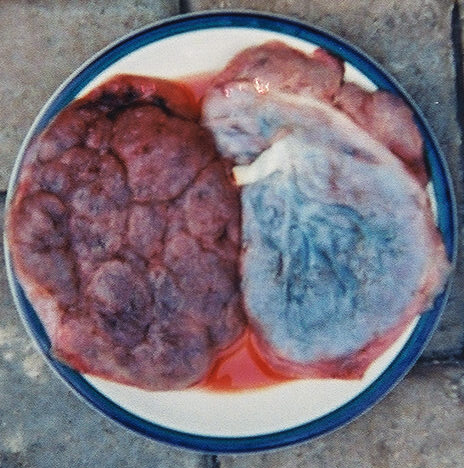
Aspecto de la placenta, vista por ambos lados

En algunos grupos culturales hay costumbres rituales hacia la placenta, reconocida como el órgano que hace de nexo entre la madre y el feto y lo alimenta. Por ejemplo, se  entierra y en el lugar se planta un árbol. Menos extendida está la costumbre de ingerirla, un hábito denominado placentofagia. La placenta es usada también con fines cosméticos.[cita requerida]

### Participación de familiares
En el parto, donde los principales protagonistas son la madre y el niño que nace, tradicionalmente se ha privado al padre de la presencia y colaboración en el parto. En algunas sociedades, el parto está vetado a todos los varones. Sin embargo, desde las últimas décadas del siglo XX, el padre cada vez tiene una presencia más activa.

## Orgasmos durante el parto
Aunque la discusión de este fenómeno se encontraba ausente en la literatura médica y científica, algunos grupos feministas se han interesado en recopilar información sobre féminas que experimentan orgasmos durante el parto. Existen eventos similares durante un orgasmo y el dar a luz, ambos implican contracciones involuntarias de muchos músculos comunes. El orgasmo libera endorfinas, los cuales ayudan a mediar el dolor, así como la hormona oxitocina, el cual juega un papel importante en el parto y en el apego materno-infantil. Algunos autores indican que el orgasmo durante o poco antes del parto puede ser interpretado como un evento doloroso por razón de la expectativa de las contracciones durante la dinámica uterina.
En la literatura médica y científica, las únicas asociaciones entre el orgasmo y el dar a luz se fundamentan en la manera en la que las nuevas madres experimentan sus orgasmos después del parto en comparación con sus experiencias antes de su primer parto. Esta relación pre- y posparto de la experiencia del orgasmo puede poner en relieve alguna etiología de la dispareunia y orgasmos inhibidos después del embarazo.